# Lucky Strike Designer Award
Der Lucky Strike Designer Award war mit 50.000 € der höchstdotierte Designerpreis in Europa. Er wurde 1991–2012 jährlich von der Raymond Loewy Foundation vergeben. Stifterin war die weltweit zweitgrößte Zigarettenfirma British American Tobacco (BAT), die 2013 die Stiftungsführung der Raymond Loewy Foundation an die Stilwerk GmbH übergab. Diese gemeinnützige Stiftung bürgerlichen Rechts zeichnete international renommierte Designer aus, deren Arbeit oder Lebenswerk das tägliche Leben in sozialer oder kultureller Hinsicht verbessert haben sollen.
Die Auswahl der Kandidaten für den Lucky Strike Designer Award und den Lucky Strike Junior Designer Award sowie die alljährliche Nominierung erfolgten durch eine unabhängige Jury, die sich aus Design-Professoren, erfolgreichen Designern und weiteren Vertretern der Kunst- und Designszene zusammensetzte (siehe Punkt „Jury“).

## Entstehung der Raymond Loewy Foundation
Nach einer großen Raymond-Loewy-Ausstellung 1990 in Berlin, die von der Zigarettenmarke Lucky Strike der BAT gesponsert wurde, entstand in Deutschland die Raymond Loewy Foundation. Ihr Ziel ist es, an Leben und Werk des Designers Raymond Loewy zu erinnern und dem Design in der Öffentlichkeit den ihm angemessenen Stellenwert zu geben.
Später wurden auch in anderen Ländern vergleichbare Stiftungen gegründet. Die Raymond Loewy Foundation dient dem BAT-Konzern als integraler Bestandteil der Marken- und PR-Strategie von Lucky Strike.

## Preisträger
- 1991: Hartmut Esslinger[3]
- 1992: Richard Sapper[3]
- 1993: Karl Lagerfeld[3]
- 1994: Rolf Fehlbaum[3]
- 1995: Kurt Weidemann (bis zu seinem Tod selbst Mitglied in der Jury des Lucky Strike Designer Awards)[3]
- 1996: Peter Lindbergh[3]
- 1997: Bruno Sacco[3]
- 1998: Tom Schönherr und Andreas Haug (Phoenix Design)[4][3]
- 1999: Donna Karan[3]
- 2000: Ingo Maurer[3]
- 2001: Michael Ballhaus[3]
- 2002: Patrick le Quément[3]
- 2003: Kenji Ekuan[5]
- 2004: Philippe Starck[6]
- 2005: John Maeda[7]
- 2006: Ferran Adria[8]
- 2007: Dieter Rams[9]
- 2008: Ken Adam[10]
- 2009: Stefan Sagmeister [11]
- 2010: Paola Antonelli[12]
- 2011: Marc Newson[13]
- 2012: Hussein Chalayan[14]
- 2013 und 2014: keine Verleihung

## Jury
Vorsitzender der Jury:
- Johann H. Tomforde (Geschäftsführer hymer idc Innovations- und Design Center, Pforzheim)

Mitglieder der Jury:
- Werner Aisslinger (studio aisslinger)
- Nils Jockel (Museum für Kunst und Gewerbe Hamburg)
- Wolfgang Laubersheimer (Professor für Produktionstechnologie, Köln International School of Design)
- Jürgen Plüss (Markenberatung, Gütersloh)
- Joachim Sauter († 2021; Professor für Gestaltung mit digitalen Medien, Universität der Künste Berlin; ART+COM, Berlin)
- Angela Schönberger (Direktorin Kunstgewerbemuseum, Staatliche Museen zu Berlin, Preußischer Kulturbesitz, Berlin)
- Grit Seymour (Professorin an der Universität der Künste Berlin, Modedesignerin)

Ehemalige Mitglieder der Jury:
- Kurt Weidemann (Professor an der Hochschule für Gestaltung, Zentrum für Kunst und Medientechnologie, Karlsruhe; Wissenschaftliche Hochschule für Unternehmensführung Koblenz)

## Junior Designer Award
Der Lucky Strike Junior Designer Award wird seit 1992 in Deutschland und Italien an Nachwuchsdesigner verliehen. Er zeichnet die jeweils besten studentischen Abschlussarbeiten aus und ist mit 12.000 Euro ebenfalls hoch dotiert. Eigenständige Lucky Strike Junior Designer Awards gab es zwischenzeitlich auch in Japan und der Schweiz.

### Preisträger
- 1992: Michael Barche, Hamburg; Gunnar Spellmeyer, Hannover.
- 1993: Elke Stimpfig, Stuttgart.
- 1994: Gudrun Janetzko, Tilman Schüler und Karsten Meyer, Halle/Saale.
- 1995: Ann Schäfers, Berlin; Markus Eberl, Pforzheim.
- 1996: David Oswald, FH Köln; Angela Strecker and Gabi Madracevic, Stuttgart.
- 1997: Thomas Volprecht, Krefeld; Karsten Thoms, Essen.
- 1998: Sarah Glosauer, FH Köln; Michael Kientzler, FH Köln.
- 1999: Trine Kryger Simonsen, Hamburg; Stephan Kühler und Rüdiger Müller, Pforzheim
- 2000: Tilla Goldberg, Stuttgart; Christiane Luible, Johannes Koblenz and Alexander Lindt, Pforzheim
- 2001: Mark Kiessling and Tammo Claassen, FH Köln; Tobias Krueger, München
- 2002: Nico Schminke, HS Anhalt Dessau; Ulrike Reichhardt, Universität Kassel.
- 2003: Franziska Schreiber, FHTW Berlin; Patrick Frey und Markus Boge, FH Hannover.
- 2004: Pascal Walter, HfbK Hamburg; Niels Kirchhoff, Muthesius-Hochschule Kiel.
- 2005: Franziska Agrawal, FH Pforzheim.
- 2006: Martin Hilpoltsteiner, FH Würzburg-Schweinfurt; Jonas Kartenbeck, FH Trier.
- 2007: Andrea Lüders, FH Hannover
- 2008: Roland Cernat, HfG Schwäbisch Gmünd; Thomas und Martin Poschauko, FH Würzburg-Schweinfurt.
- 2009: Joel Sam Horwitz, UdK Berlin; Kathrin Lang, Nina Wolf und Wolfgang Rößler, HS Coburg.
- 2010: René Alt, HS Coburg.
- 2011: Felix Krinke, FH Aachen.
- 2012: Nick Riegler und Ralph Stachulla, HS Augsburg; Thomas Breun, HS Coburg
- 2013: Christian Holweck, HS Pforzheim; Jonathan McTaggart, Köln International School of Design
- 2014: Moritz Schmidt und Timo Röhrig, HfG Schwäbisch Gmünd
- 2015: Axel Schauerte, Muthesius Kunsthochschule Kiel; Dorothea Schubert, Nürnberg; Velia Dietz, Akademie der Bildenden Künste  Stuttgart; Agustina Andreoletti, Köln International School of Design
- 2017: Stefan Meister und Alexander Bothe, HS Mainz; Anja Demuth, HS Pforzheim; Julia Hunold, Weißensee Kunsthochschule Berlin; Leon Laskowski, Weißensee Kunsthochschule Berlin; David Köhler und Annett Löser, HTW Dresden (Sonderpreis für Berufsanfänger)[15]
- 2018: Michael Braun, Bauhaus-Universität Weimar; Sven Steinmetz, HS Pforzheim; Amalia Blum, HS Pforzheim; Tony Jankowski, HTW Berlin; Marcel Gemander (Sonderpreis für Young Professionals)[16]
- 2020: Jennifer Kolbe, Hochschule RheinMain; Katharina Kudryashov, Hochschule für Angewandte Wissenschaften Hamburg
- 2021: Julia Irma Lucie Fiedler, Hochschule Pforzheim; Jadwiga Slezak, Muthesius Kunsthochschule Kiel
- 2022: Aleksandr Aleev, Bauhaus-Universität Weimar; Adrian Jaffé, Hochschule Wismar